# Simon de Trente
L'affaire Simon de Trente se déroule au XVe siècle dans la ville de Trente, alors dépendante du duc du Tyrol (et située aujourd'hui en Italie). Un enfant de deux ans, Simon Unverdorben, disparaît dans des conditions mystérieuses aux alentours de la Pâque juive de 1475, ce qui donne lieu à l'un des procès les plus connus pour accusation de meurtre rituel contre les Juifs à la fin du Moyen Âge ainsi qu'à la persécution de la communauté juive de la ville et quinze exécutions.
Le culte de Simon est retiré du martyrologe romain en 1965.

## Contexte

### Antijudaïsme
Une ancienne légende du XIIe siècle attribuait aux Juifs la coutume de sacrifier des enfants chrétiens enlevés de force le jour de Pâques, afin de reconstituer la crucifixion du Christ et d’utiliser le sang de la victime à des fins rituelles et curatives. « Il s’agit du soi-disant meurtre rituel juif, une coutume qui n’a cependant jamais été historiquement vérifiée et qui a toujours été qualifiée par l’historiographie la plus avisée d’authentique invention antisémite, de mythe folklorique dépourvu de toute substance, de calomnie diffamatoire non étayée par une quelconque réalité ».
En 1475, la disparition de Simon Unverdorben (ou Simone Lomferdorm), connu également sous le nom de Siméon, Simonin ou Simonet, ou Simoninus et Simonino di Trento, déclenche une accusation fallacieuse de crime rituel. 
Ces accusations contre les Juifs se multiplient à travers l'Europe pendant près de cinq siècles. En Italie, Jean de Capistrano dit « le Fléau des Hébreux » soulève les pauvres contre les Juifs. Peu de temps avant la disparition de l'enfant, Bernardin de Feltre, prêcheur franciscain itinérant qui  parcourait l'Italie et le Tyrol en réclamant l'expulsion des Juifs, provoquant des soulèvements, des émeutes et un massacre, avait prononcé à Trente une série de sermons antisémites,.

### Faits
Dans ce contexte, le 24 mars 1475, Jeudi saint, un enfant de deux ans, Simon, disparaît. Il est le fils du tanneur André et de son épouse, pauvres et catholiques, demeurant en un lieu appelé « le Fossé », en bordure de la ville de Trente. Immédiatement, la petite communauté juive de Trente est suspectée. L'après-midi même, le père de Simon signale à Giovanni de Salis, le podestat de la ville, une rumeur qui accuse les Juifs d'enlever et de tuer des enfants chrétiens. Selon lui, ils avaient vidé l'enfant de son sang pour l'utiliser dans la cuisson de leurs matzot de la Pâque, et pour des rituels occultes auxquels ils se livraient secrètement. 
Le 26 mars, jour de Pâques, le corps sans vie de l'enfant est retrouvé dans un fossé d'irrigation sous la maison du Juif Samuel de Nuremberg, prêteur de profession, qui se rend chez le podestat de Salis pour signaler cette découverte. Huit Juifs sont immédiatement arrêtés, 10 le lendemain.

## Accusation de meurtre rituel
Les personnalités de la communauté juive sont arrêtées et soumises à la question, c'est-à-dire à la torture. Samuel, le prêteur sur gage, un des hommes les plus en vue de la petite communauté de Trente (environ 30 personnes), est particulièrement suspecté, car le canal où a été retrouvé le corps de jeune garçon passe sous sa maison. Il commence par protester de l'innocence de la communauté, en demandant à ses bourreaux : « Où avez-vous appris que le sang des chrétiens fait du bien et apporte du bien-être ? » mais soumis à des formes toujours plus cruelles de torture, il finit par avouer tout ce qu'on lui demande de répéter. Ses aveux, empreints des préjugés chrétiens envers les Juifs, confirment pour les historiens d'aujourd'hui, la preuve de son innocence. Il raconte en effet que les sages de Babylone avaient autrefois délibéré que « le sang d'un enfant chrétien tué de la sorte [c'est-à-dire lors de Pessah] serait profitable au salut de l'âme ». Cette phrase qui fait l'analogie entre le sacrifice d'un jeune enfant et la passion du Christ semble tout à fait improbable dans la bouche d'un juif, qui reconnaîtrait ainsi le messianisme de Jésus et la véracité du christianisme. Bonaventura de Mohar, un des autres accusés juifs, commence par dire sous la torture « ne pas savoir ce qu'il doit dire » avant de relater de manière fort détaillée, sous la torture toujours plus insistante, tout ce qu'on lui demande de dire. Brunetta, la femme de Samuel, meurt « vraisemblablement en prison des suites des tortures » infligées. 
Pour étayer leurs accusations, les juges de la ville interrogent un juif converti, Giovani da Feltre, alors emprisonné pour des raisons inconnues. Celui-ci, soucieux d'obtenir les bonnes grâces de ses juges, leur donne le récit détaillé d'un crime rituel auquel son père aurait participé 40 ans plus tôt en Bavière. Il raconte que les Juifs ont l'habitude d'utiliser du sang chrétien aussi bien lors de la Pâque que le lendemain, le mélangeant aussi à du vin.
Parallèlement, le franciscain Bernardin de Feltre poursuit ses prédications incendiaires accusant la petite communauté juive de crime rituel. 
Un premier procès se tient du 28 mars au 22 juin 1475. Il aboutit aux premières condamnations à mort, prononcées entre le 21 et le 23 juin puis à l'exécution de neuf juifs : sept sont brûlés sur le bûcher (Simon de Nuremberg, Angelo de Vérone, Tobias de Magdebourg, Victor de Samuel, Mohar de Würzburg) et deux décapités parce qu'ils se sont convertis in extremis au christianisme (Bonaventure de Samuel et Bonaventure de Mohar). Le second procès, entre novembre 1475 et janvier 1476, mène à l'exécution de 5 autres Juifs. Le procès des « femmes de la communauté se termine par les aveux des quatre accusées, Anna, Bella, Sara et Bona ; les trois premières sont contraintes de se convertir et de promettre de rester dans la foi chrétienne (sous peine de mort pour apostasie), tandis qu’on est sans nouvelles de la dernière ». Les condamnations des Juifs sont assorties de la confiscation de leurs biens, ce qui fera accuser l'évêque Hinderbach d'enrichissement personnel.
Durant cette affaire, le prince-évêque (it)Johannes Hinderbach (1418-1486) tient un rôle prépondérant. Instruit, pseudo humaniste, charismatique, intelligent et habile manœuvrier, « il fut l’un des premiers à comprendre le potentiel politique de la presse » et de l'iconographie, Hinderbach entreprend une action que l’historienne (de)Daniela Rando définit comme « systématique et scientifique » (voir infra). Des chercheurs reprocheront à l'évêque Hinderbach d'avoir fomenté la dissidence dans son rapport aux Juifs pour la rancune qu'il aurait lui-même longtemps couvée envers eux. La communauté juive résidant à Trente à cette époque représentait un groupe de premier plan dans l'activité d'exercice du crédit et d'usure. Cette usure considérée comme un crime par l'Église, tout au long du Moyen Âge, « avait des conséquences oppressantes sur la population et comportait un préjudice économique d'une grande importance pour les caisses mêmes du diocèse, privées de monnaie en circulation au profit des groupes sociaux qui la pratiquaient. Hinderbach a donc été accusé d'avoir intenté le procès contre les Juifs également dans le but de s'emparer de leur important patrimoine et de les confisquer dans les caisses du diocèse. Une autre version est celle selon laquelle l'évêque aurait réalisé comment les faits se sont réellement déroulés, mais n'a pas jugé opportun, ou n'a pas eu le courage, de s'opposer seul à une opinion publique aussi fortement hostile à la présence des Juifs à Trente, également renforcée par le soutien des collaborateurs les plus proches et les plus zélés de l'évêque lui-même ». 
Le pape Sixte IV est averti du procès par le duc du Tyrol, lui-même alerté par des notables juifs. Il envoie un commissaire apostolique, le dominicain (en)Giovanni Battista dei Giudici (1428/29-1484), évêque de Vintimille, chargé d'enquêter sur la légitimité des procédures suivies. Ce dernier trouve à Trente une atmosphère si hostile parmi la population désireuse d'obtenir la béatification de l'enfant, qu'il « est contraint de consigner dans ses rapports des calomnies à son encontre, de travailler dans un climat de suspicion (la même suspicion qu’il nourrit à l’égard de Hinderbach, ayant deviné son rôle dans l’affaire : il était convaincu que les témoins du procès étaient conditionnés par sa position), de lutter contre le prince-évêque qui continuait à écrire à Rome en fournissant de nombreuses justifications pour souligner la régularité du procès, et qui continuait à soumettre Giudici à un contrôle strict » que, pour les besoins de son enquête, il est contraint de se déplacer à Rovereto, dans la république de Venise. Dei Giudici rédige alors un rapport accablant pour les juges de Trente, Apologia Iudaeorum et se prononce en faveur de la réouverture du procès. Mais comme l'évêque de la ville, Hinderbach, a de nombreux appuis dans la curie romaine, le rapport n'est pas pris en compte. Trois ans plus tard, le 20 juin 1478, une bulle papale, Facit nos pietas, déclare le procès régulier - sans se prononcer sur l'innocence ou la culpabilité des accusés - et met ainsi fin à l’affaire,.
« Le récit dépouillé de la chronique judiciaire et d’une procédure entièrement fondée sur les stéréotypes les plus flagrants à l’encontre des juifs, alimentée par l’insurmontable différence doctrinale entre juifs et chrétiens et exacerbée par certaines lectures du Nouveau Testament... assurent “des stimuli pour radicaliser l’opposition entre les deux religions, avec pour résultat de transférer des interprétations de cette teneur dans les appareils illustratifs des Évangiles” ».
Outre les accusations, les bûchers, les pendaisons ou la confiscation des biens juifs, les conséquences de cette affaire sont que, l'attitude des Trentins à leur égard a pris des caractéristiques de plus en plus discriminatoires. Excepté Riva del Garda où la communauté juive a réussi à se mélanger avec le reste des citoyens, les Juifs de toute la principauté épiscopale ont continué à vivre dans des conditions sociales encore plus inconfortables, ne pouvant disposer d'une synagogue ou d'un cimetière. Leur traitement était tel que les autorités juives ont dû lancer une sorte d'excommunication sur la ville de Trente. Dans les années suivantes les Juifs sont expulsés de l'évêché, qui ne compte plus de communauté juive en son sein pendant 300 ans. De rares familles juives résistant au climat d'hostilité, continuent à être présentes à Trente, à Riva et à Pergine. Cependant, l'intolérance à leur égard grandit d'année en année, jusqu'en 1777, l'évêque Pietro Vigilio Thun décide de les expulser de la principauté.

## Culte de Simon de Trente (1588-1965)
« En l'espace de quelques mois après le procès, la dévotion envers Simonino avait atteint une propagation impensable et s'était jointe au sentiment d'antisémitisme, risquant ainsi de causer de graves problèmes d'ordre public ». 
Sans attendre les résultats du procès, les habitants de Trente se mettent en quête de preuves de la sainteté du petit Simon. Le premier miracle est enregistré le 31 mars 1475, preuve aux yeux des croyants locaux que l'enfant est bien un martyr, alors que les premiers aveux ne sont extorqués aux suppliciés qu'à partir du 7 avril. Plus de cent miracles furent directement attribués au « petit saint Simon » dans l’année qui suivit sa disparition. Le jeune Simon est ainsi « élu saint par acclamation populaire ». 
Dans la stratégie de diffusion élaborée par Johannes Hinderbach, le prince-évêque imagine différents contenus pour mieux convaincre les différents publics : un traité De Simone puero tridentino, rédigé par Jean Matthias Tiberinus et destiné à un public cultivé ; une brochure, Historie von Simon zu Trient d’Albrecht Kunne, imprimée à Trente le 6 septembre 1475 et présentée avec une reproduction des quatorze folios qui la composent  et racontent toute l’histoire de Simoninus, s’adressant plutôt à un public plus large, et les textes juridiques qui devaient soutenir la cause de la canonisation de Simoninus dans les milieux pontificaux.
La dévotion et le nombre de demandes de béatification sont telles que le pape Sixte IV (pontificat 1471-1484) se prononce en constatant qu'il n'y a pas de certitudes suffisantes sur les circonstances qui ont provoqué la mort du jeune enfant, et va même jusqu'à interdire la circulation des représentations de Simonino en envoyant un bref apostolique à tous les princes italiens en 1475, et interdire également son culte sous peine d'excommunication,. Cependant, devant la puissance de persuasion, aucune interdiction du pape n'est respectée.
Soutenu par la propagande de Hinderbach, le culte du jeune Simon de Trente (reliquaires, processions, souvenirs, statuaire, iconographie, digressions...) continue cependant à se propager à travers l'Italie et l'Allemagne et le Saint-Siège reconnaît la validité du procès à l'encontre des accusés de meurtre. La chose est confirmée (ce qui équivaut à une béatification) en 1588 par le pape Sixte-Quint, qui proclame l'enfant martyr et saint patron des victimes enlevées et torturées. [réf. nécessaire] Toutefois, il est faux d'affirmer qu'il a été canonisé ; le Pape Benoît XIV affirme d'ailleurs, au paragraphe 22 de sa bulle Beatus Andreas : « En ce qui concerne le Bienheureux Simon, bien que béatifié devant le Bienheureux André, il n'y a personne qui parle de le canoniser »,.

## Disparition du culte en 1965

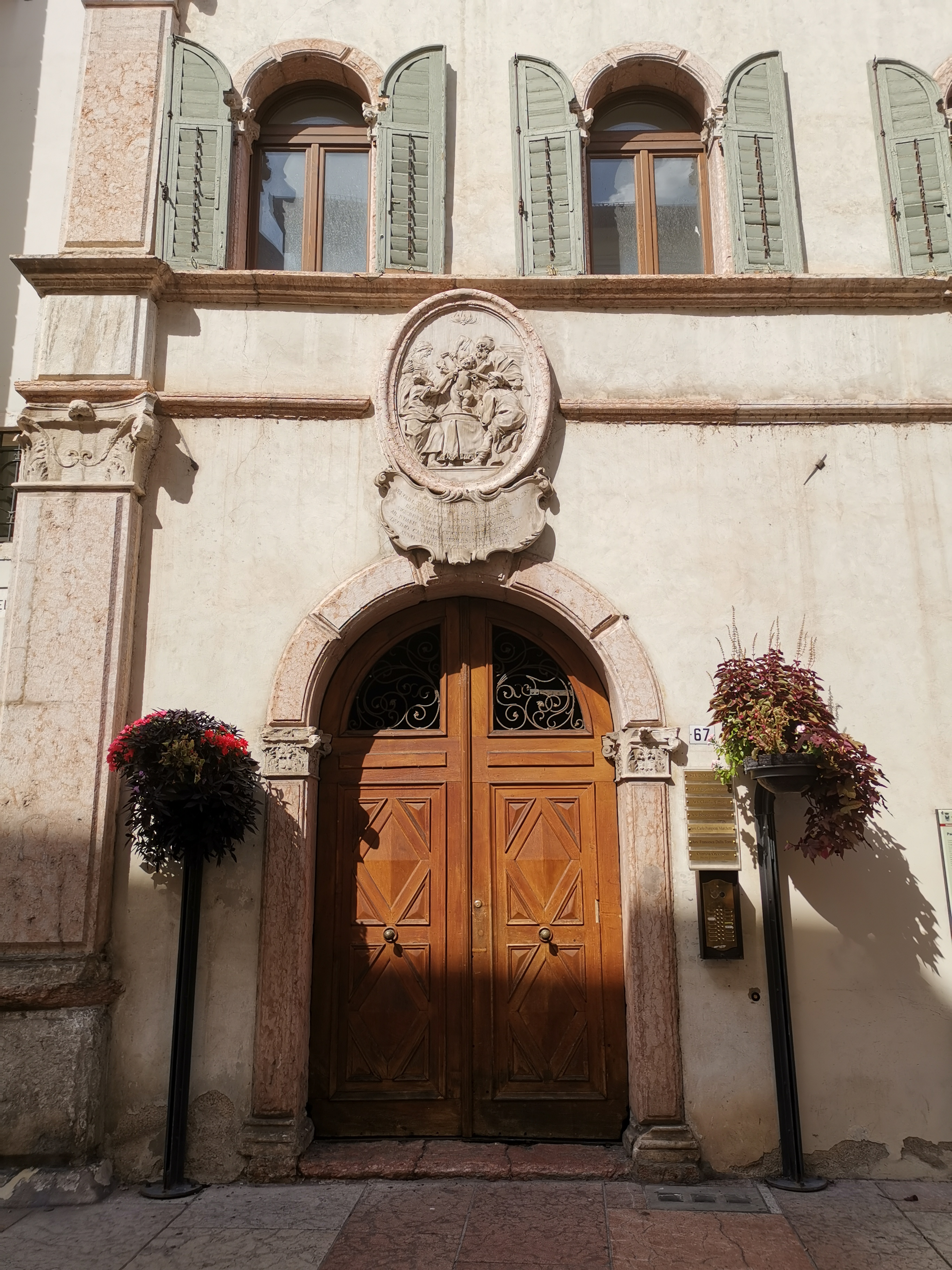
Entrée du Palazzo Salvadori à Trente, fondé à l'emplacement d'un ancienne synagogue, surmontée d'un médaillon sculpté du martyre par « meurtre rituel » infligé par des Juifs au petit Saint Simonino di Trento, où une prière œcuménique est prononcée en 2001.

Le culte de Simon de Trente a été confirmé par les papes pour l'observance liturgique publique locale (« béatification ») dans le diocèse de Trente. Le Pape Benoît XIV (1740-1758) déclare la même chose, dans sa lettre apostolique du 22 février 1755 adressée au Père Benedetto Vetrani, promoteur de la foi,.
« Il est tout simplement faux de dire que l'Église a canonisé le petit Simon de Trente. Un décret de béatification fut publié par Sixte V, qui prit simplement la forme d'une confirmation de culte et qui permit de dire une messe localement en l'honneur du garçon martyr. Tout le monde sait que la béatification diffère de la canonisation, en cela que dans le premier cas l'infaillibilité du Saint-Siège n'est pas impliquée, dans le second elle l'est. »
Des recherches historiques sont menées à partir de 1963, qui permettent de constater que le culte de Simone ne s'appuie sur aucun fondement,. Le pape Paul VI décide alors de retirer Simon du martyrologe romain en 1965. « Simon de Trente n'est pas dans le nouveau martyrologe romain de 2000, ni sur aucun calendrier catholique moderne ». Outre l'abrogation du culte public, la réhabilitation complète de la communauté juive est décidée par décret par l'évêque Alessandro Maria Gottardi qui obtient la pleine confirmation du siège apostolique.
En 2001, les autorités locales de la Province autonome de Trente organisent une prière commune des catholiques et des juifs à l'emplacement de l'ancienne synagogue juive du palais Salvadori, en signe de réconciliation entre la ville et la communauté juive.

## L'affaire Ariel Toaff

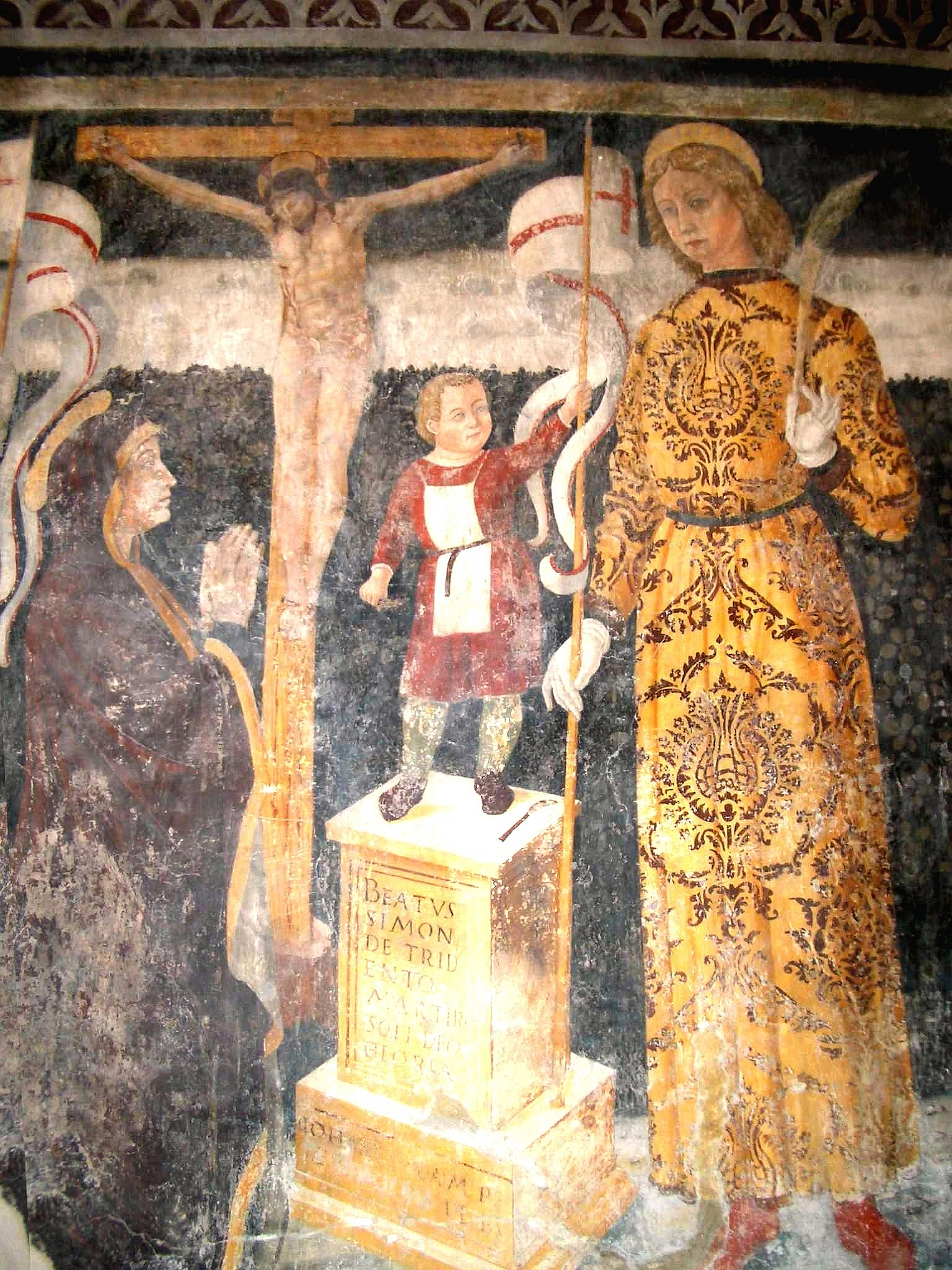
Ex voto, fresque, fin du XVe siècle, église de Santa Maria Annunciata, Bienno (BS), Italie

En février 2007, le professeur et chercheur israélien Ariel Toaff publie un livre dont le titre est Pasque di sangue : Ebrei d'Europa e omicidi rituali (Pâques sanglantes : Juifs d'Europe et meurtres rituels). Dans ce livre, il avance la thèse que la communauté juive de Trente aurait pu commettre le crime rituel dont elle était accusée, revenant ainsi sur les conclusions de tous les historiens du XXe siècle (dont Iginio Rogger, Willehad Eckert ou Gemma Volli) pour qui les meurtres rituels attribués aux Juifs étaient sans fondement. Toaff ne pense pas que le crime rituel ait été une pratique généralisée, mais il estime que certaines communautés ashkénazes, hantées par le souvenir des massacres lors des croisades et de la peste noire, auraient pu pratiquer ce genre de crime comme une vengeance antichrétienne au moment de la Pâque. Le témoignage de Giovani da Feltre, le procès pour meurtre rituel à Endingen en Alsace en 1470, sont pour lui des indices concordants.
Ariel Toaff considère que les aveux, même extorqués sous la torture, peuvent recéler une part de vérité. Celle-ci est mesurable dans l'écart entre les attentes du juge et les réponses des suppliciés. Or, le texte du procès des premiers condamnés du procès de Trente dont les chercheurs peuvent disposer, est composé de copies de l'original, 12 fascicules dont on ne connaît pas l'ordre chronologique et dont sont absentes les questions des juges. Il est donc impossible d'en restituer le déroulement et le jeu des questions réponses. Ainsi, le fait que les accusations de meurtres rituels soient fréquentes lorsqu'un enfant était tué, ne prouve en rien qu'elles soient vraies.
Ariel Toaff affirme aussi que les procédures judiciaires de la ville qui autorisaient la torture en présence d'indices graves et fondés, ont été respectées. Cependant, l'arrestation des Juifs de Trente repose uniquement sur la croyance en la pratique de crimes rituels par les Juifs, sans aucun indice. De plus, il semble fort improbable qu'une petite communauté (à peine trente personnes) ait pu ainsi se mettre en danger et ait été à ce point inconséquente qu'elle eut dissimulé le cadavre de l'enfant sous une de ses habitations. le commissaire apostolique envoyé à l'époque fit déjà la même remarque dans son rapport.
Le livre soulève un grand émoi aussi bien dans le monde des historiens que dans la communauté juive. Les rabbins jugent délirante l’idée que des Juifs aient ainsi usé du sang pour des cérémonies rituelles, pratique condamnée par la Torah. La première édition tirée à 1 500 exemplaires est épuisée en une semaine grâce à la publicité faite par la polémique. L’auteur, très affecté par l’ampleur prise par cette affaire, demande à son éditeur de ne pas procéder à une réimpression. En février 2008, une nouvelle version de son ouvrage est enfin disponible. Dans certaines parties, le conditionnel remplace l'indicatif ; certaines pages sont purement et simplement supprimées. Dans la postface, l'auteur affirme que « L'homicide rituel est et demeure un stéréotype relevant de la calomnie ».

## Exposition
Au musée diocésain tridentin (Museo Diocesano Tridentino) de Trente, se tient une vaste exposition en 2020 intitulée « L'invention du coupable. Le "cas" de Simonino da Trento, de la propagande à l'histoire », organisée par le directeur de l’institut, Domenica Primerano : « Un itinéraire qui allie une reconstitution historique rigoureuse à une sélection soignée d’œuvres d’art, en utilisant en outre des moyens technologiques qui permettent au public de s’immerger dans la réalité de Trente au XVe siècle ». 

## Galerie d'images

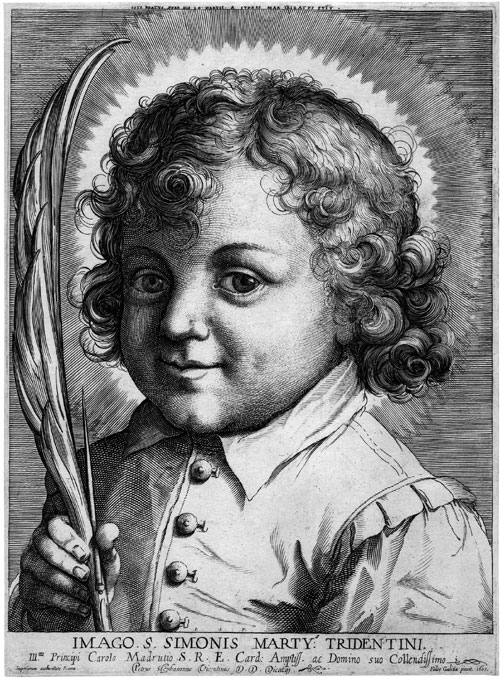
Portrait de saint Simon de Trente, 1607, 28.7 x 21 cm
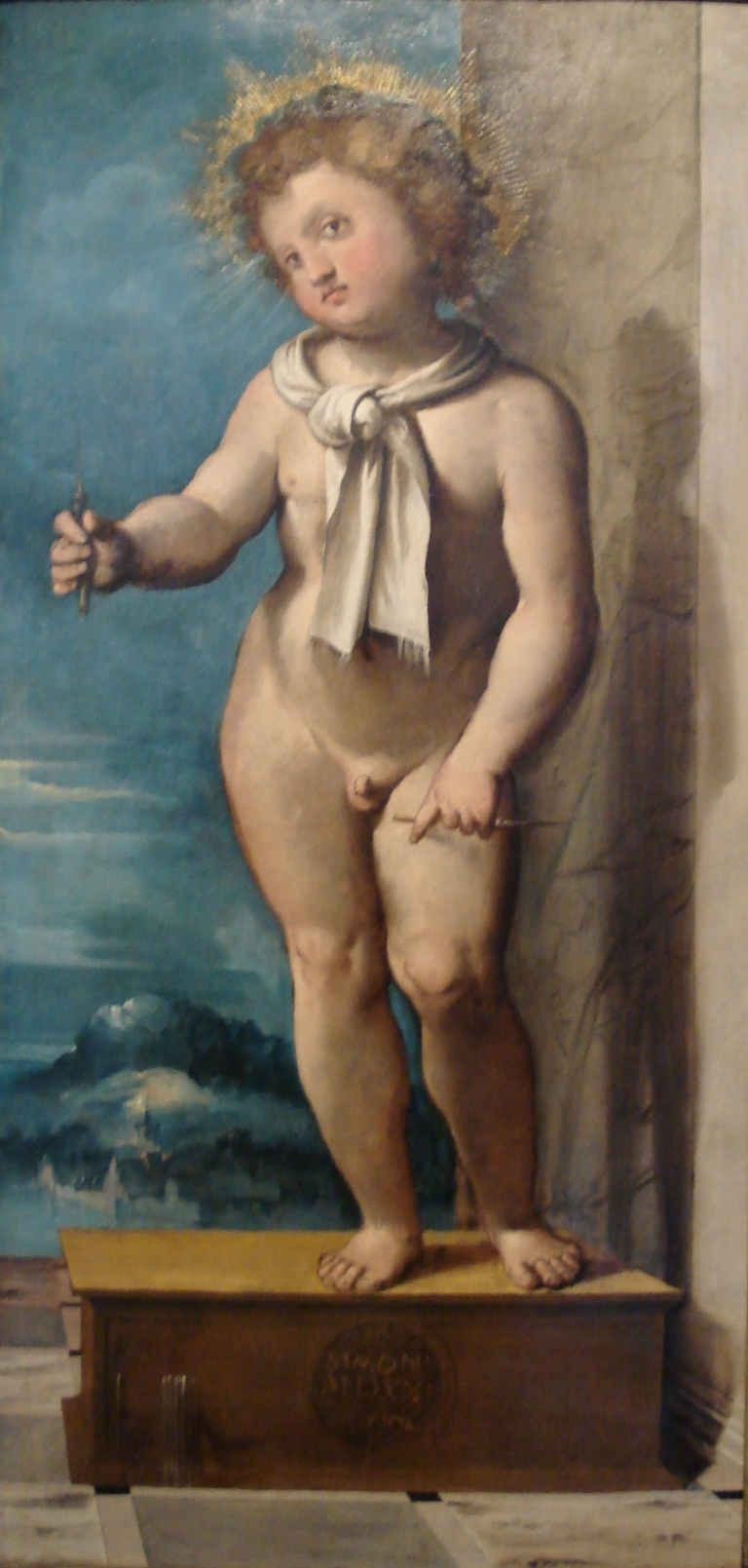
Altobello Melone, Simon de Trente, ca.1521, peinture à l'huile, Castello del Buonconsiglio, Trente (Italie)
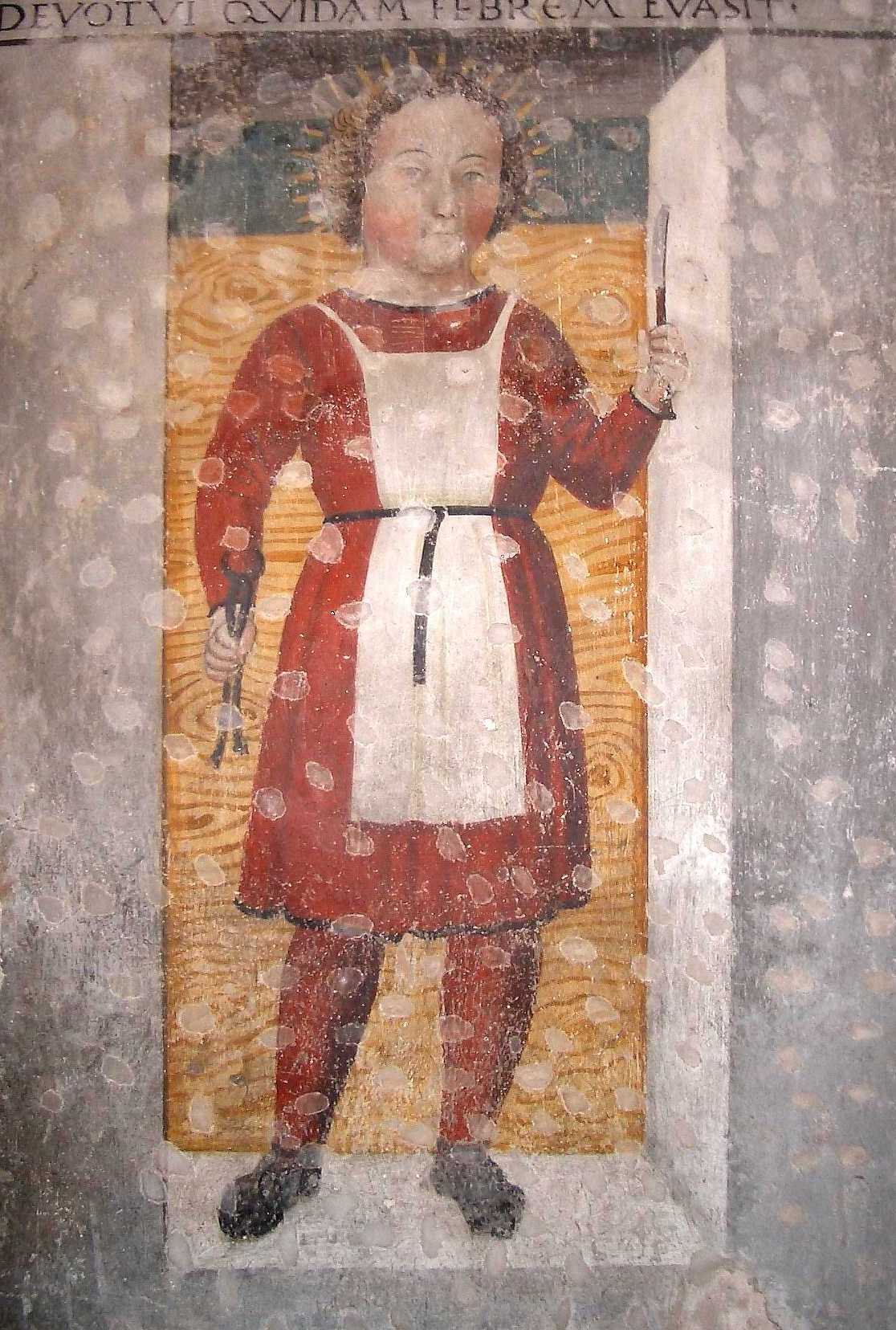
Peintre inconnu, Ex voto; fresque, fin du XVe siècle, église de Santa Maria Annunciata, Bienno (BS), Italie
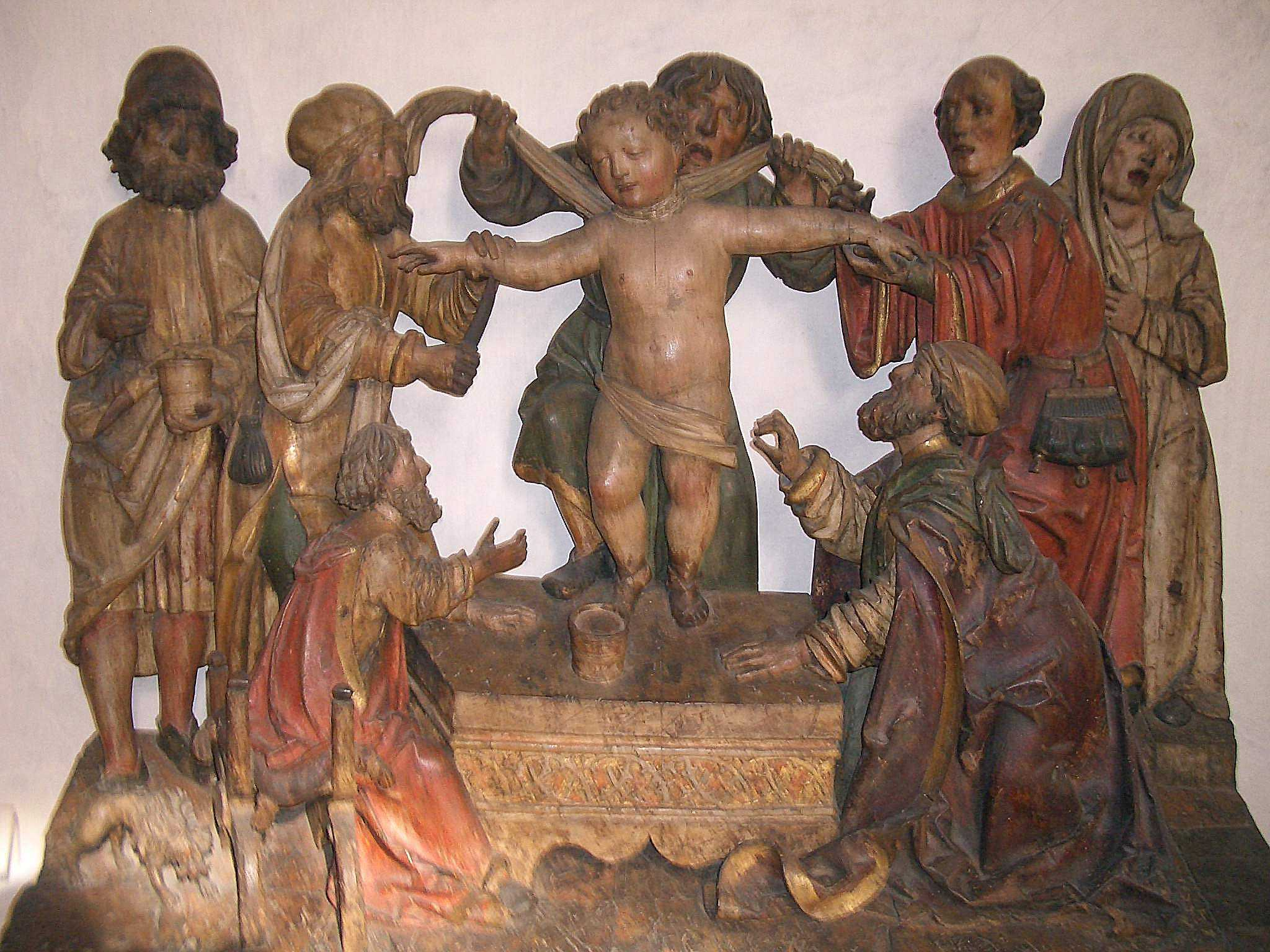
Ecole de Niklaus Weckmann, 1505–15, sculpture en bois polychrome, cm. 79 x 109, Musée Diocesano Trentino, Trente (Italie)
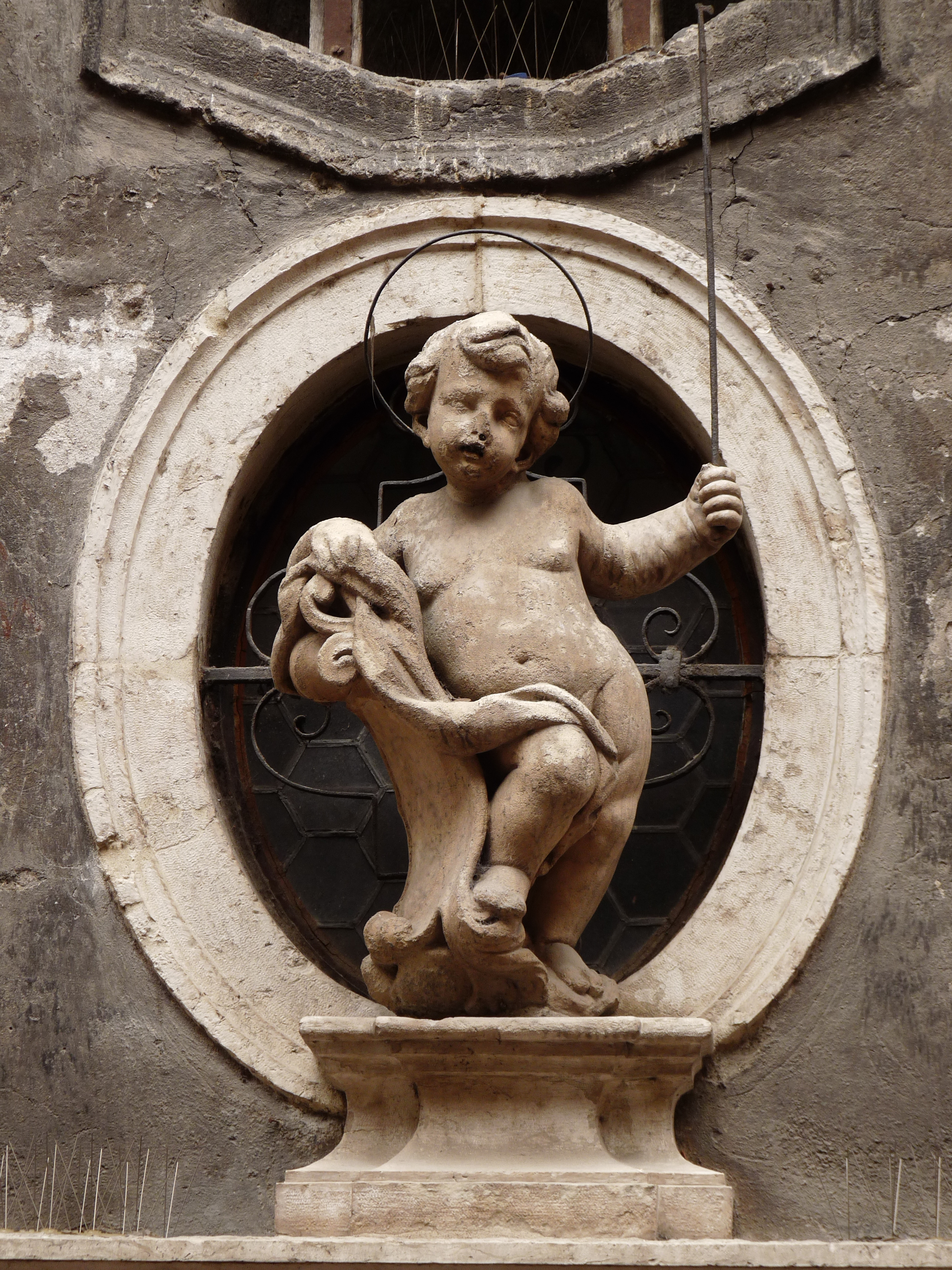
Statue de Simon de Trente sur la façade d'un palace à Trento (situé à "Via del Simonino")
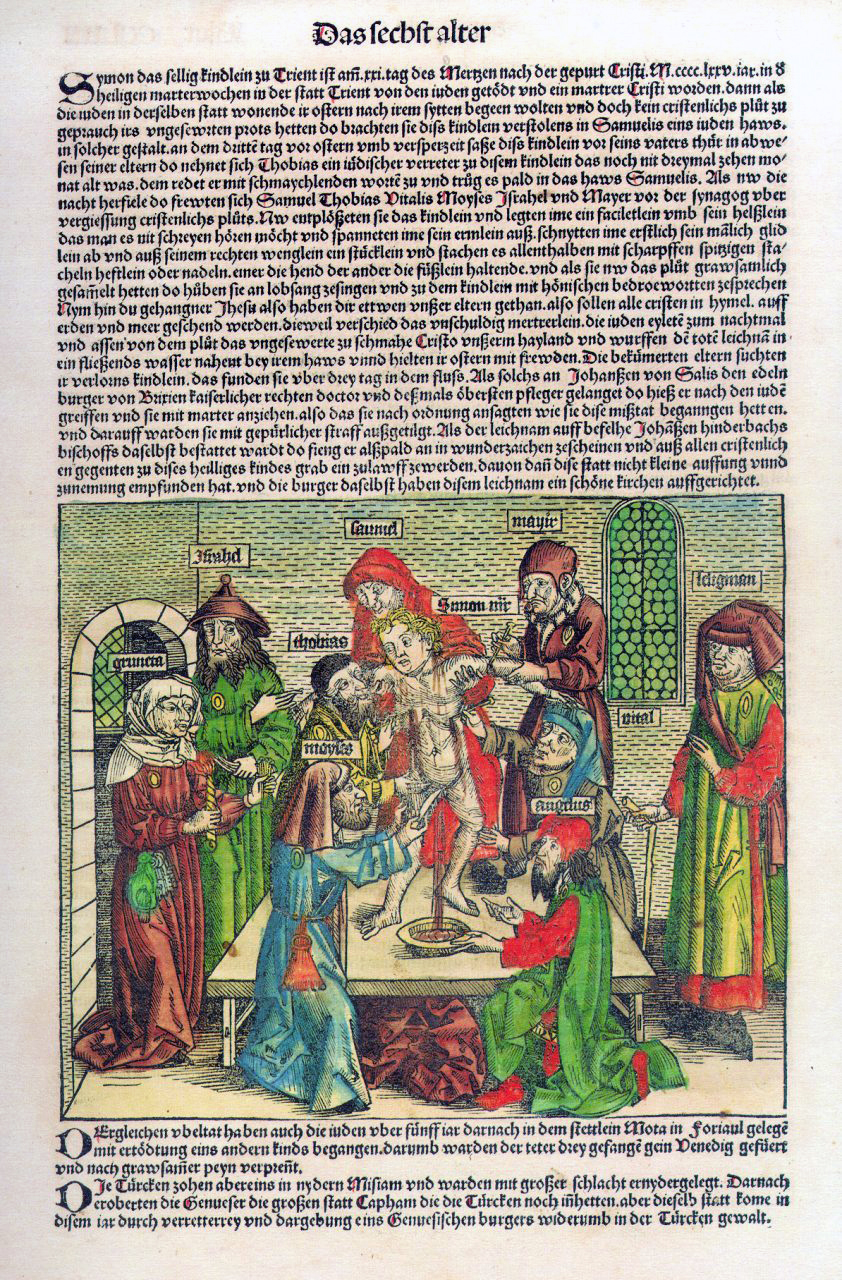
Illustration d'Hartmann, Schedel's Weltchronik, 1493
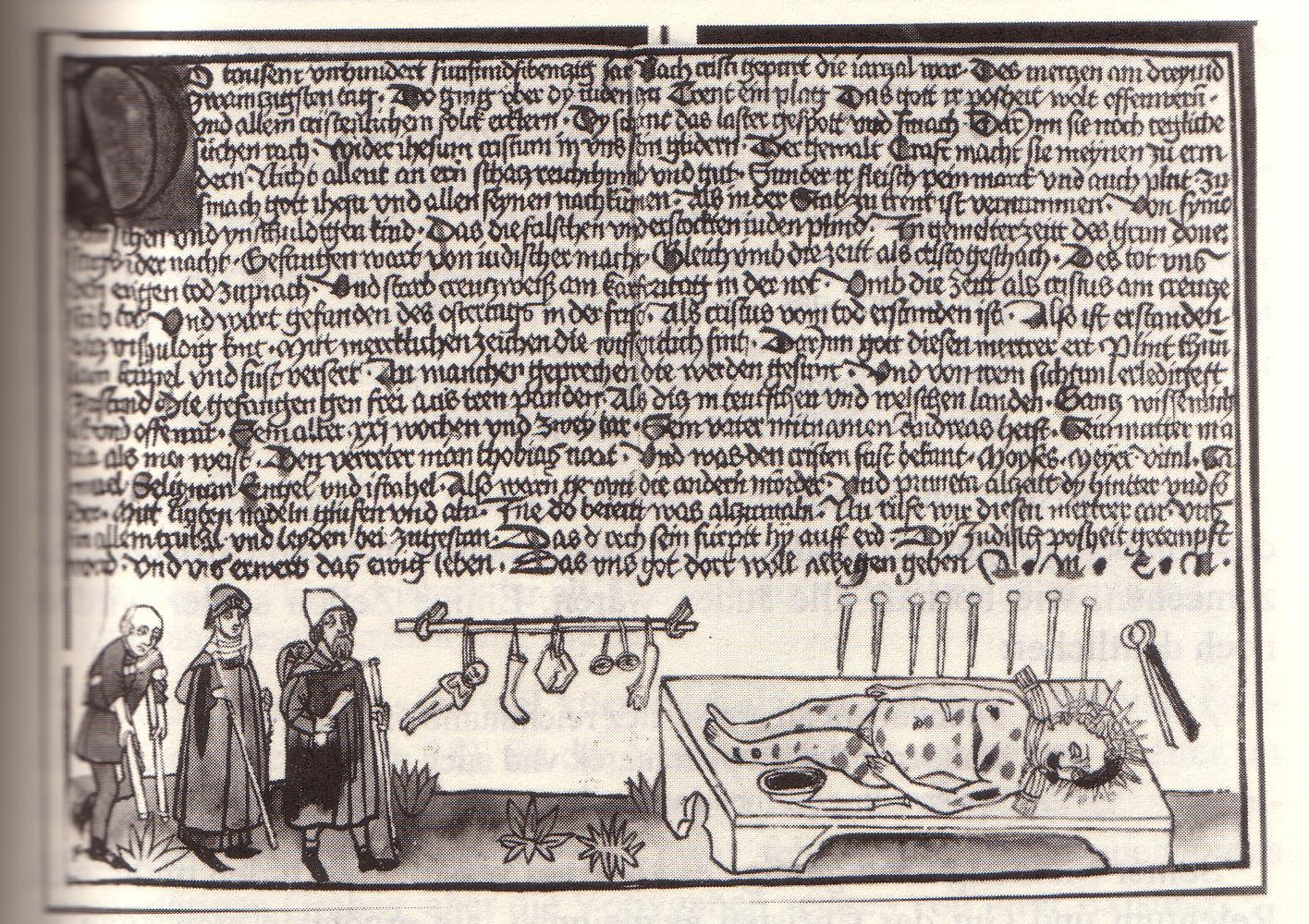
Incunable de Friedrich Creussner, Nuremberg, 1475
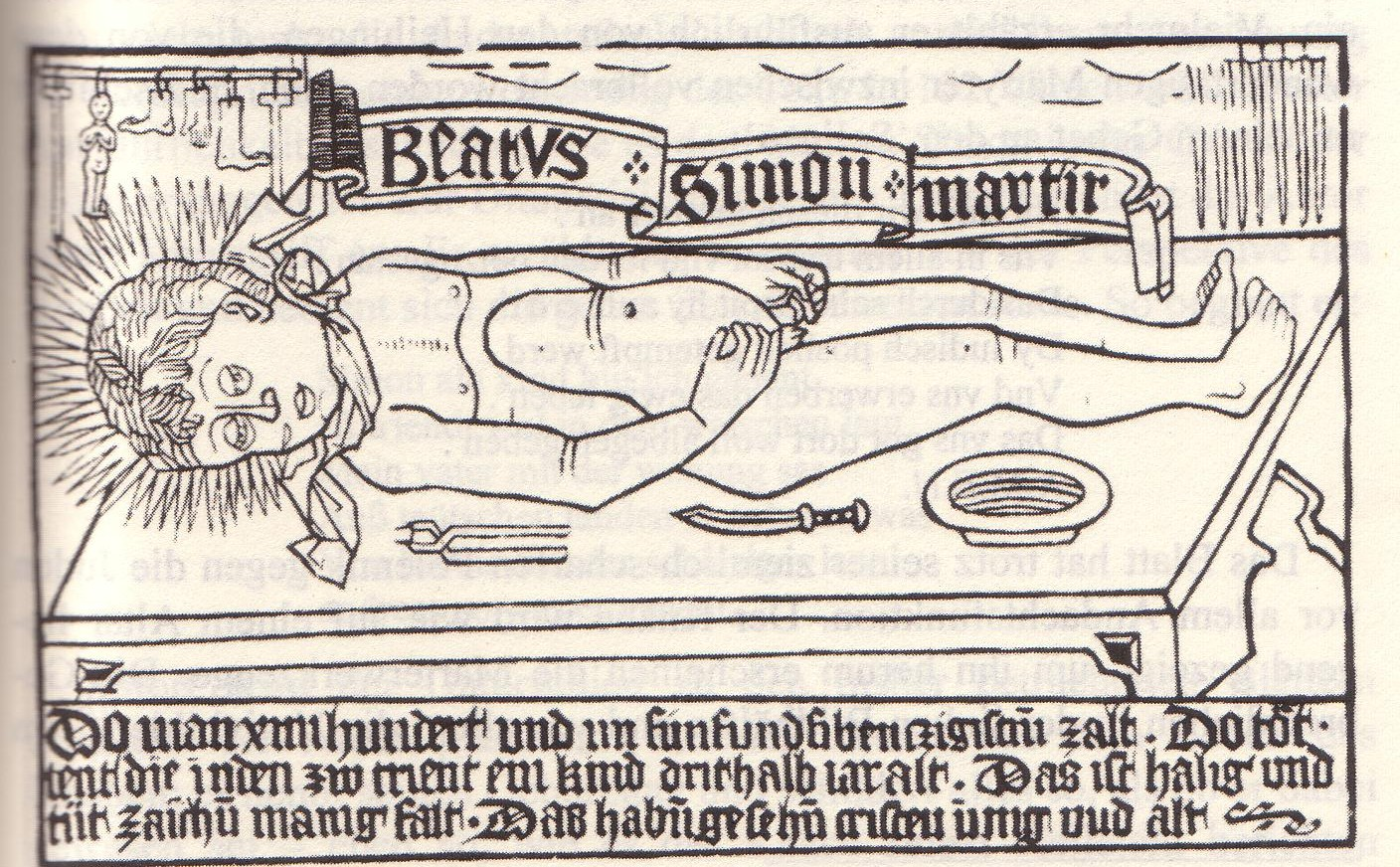
Le corps martyrisé de Simon de Trente. Gravure, Nürnberg, 1479.
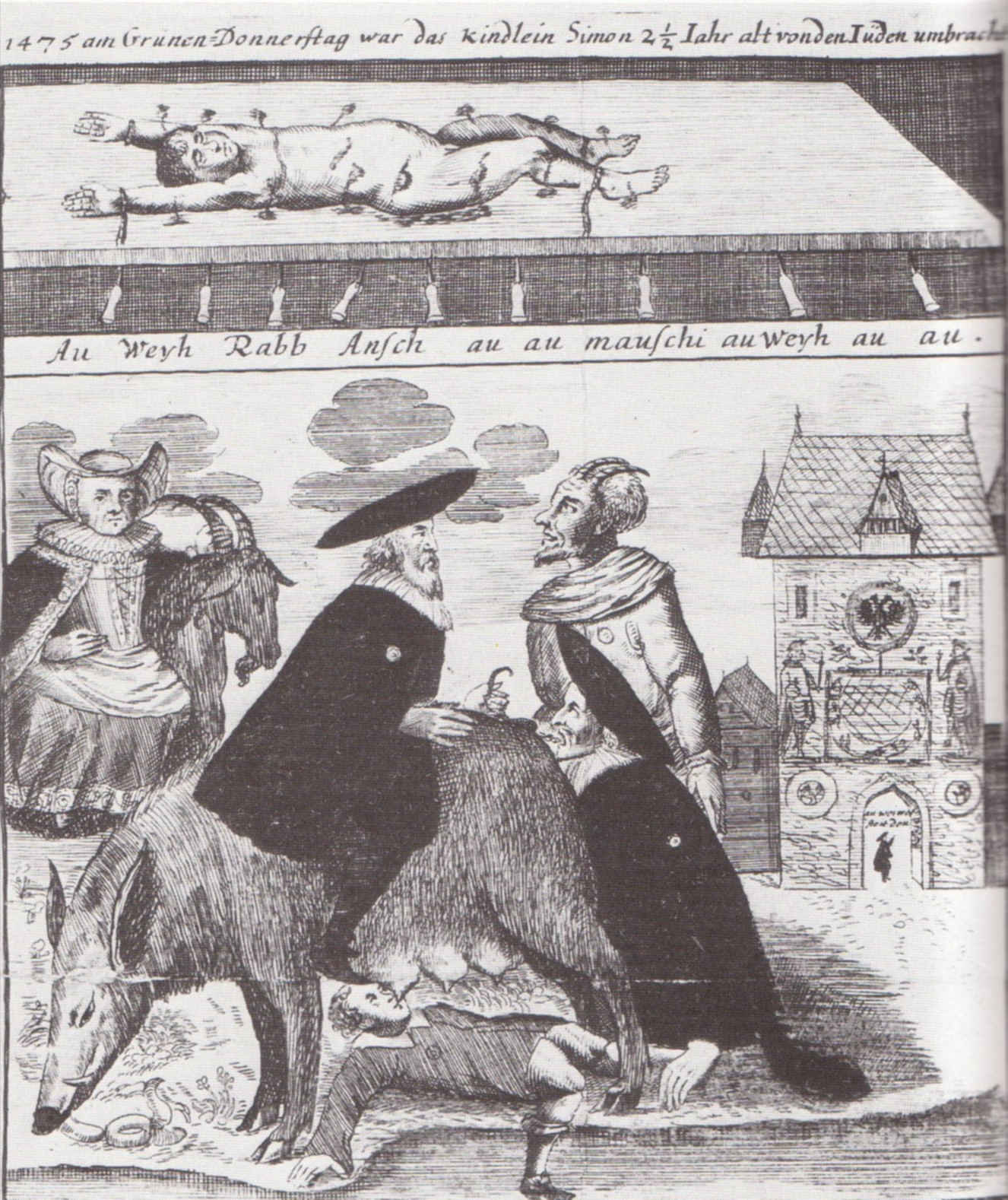
Le martyre de Simon de Trent au-dessus d'un Judensau.
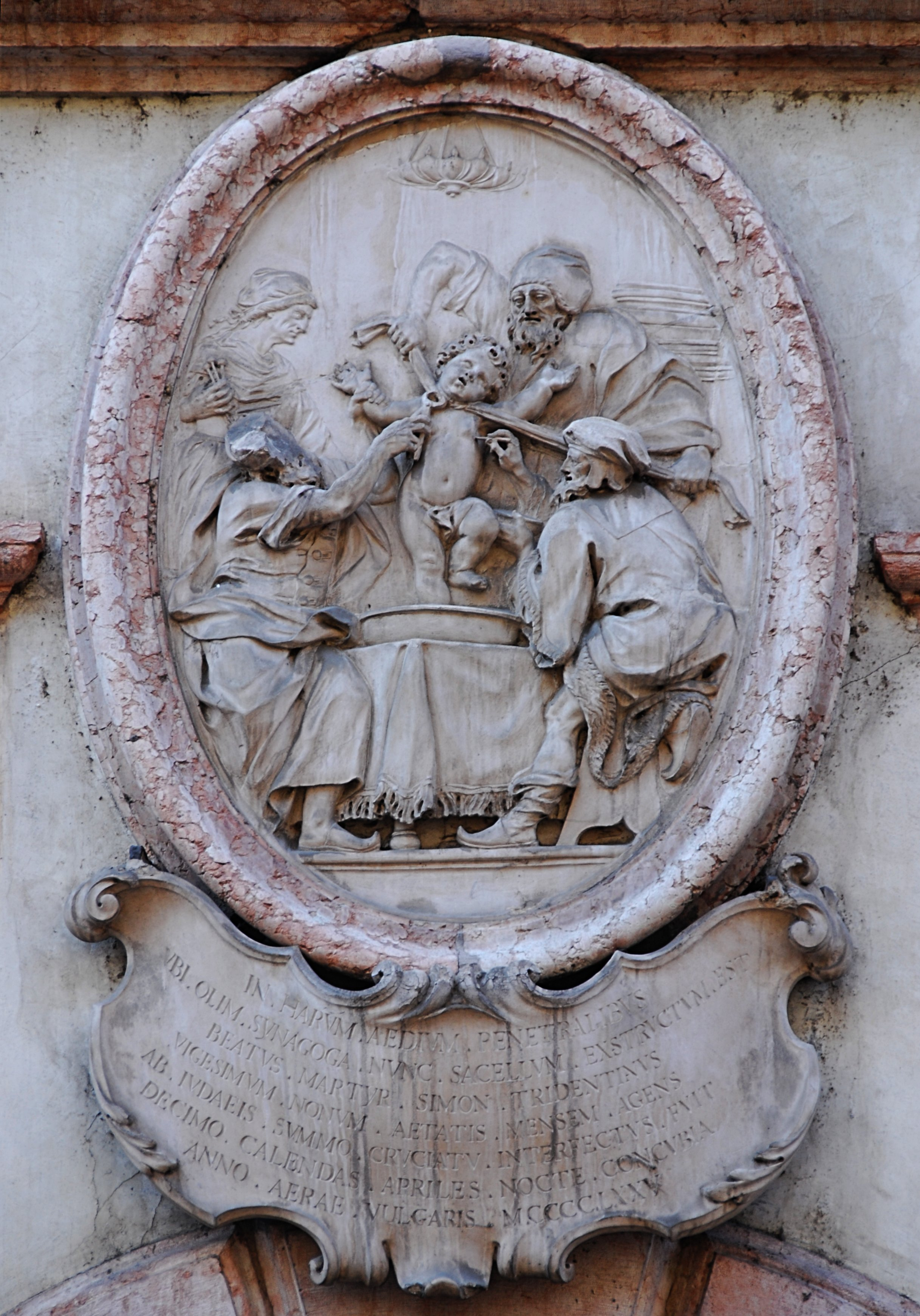
Médaillon de pierre représentant la scène du martyre présumé de Simon de Trente. Palazzo Salvadori, Trente.
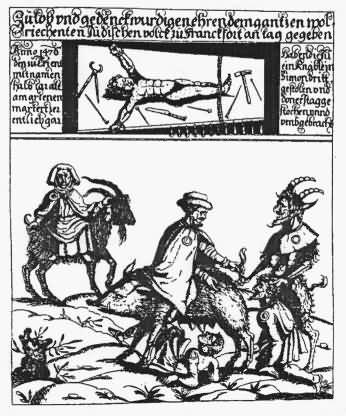
Le martyre de Simon de Trent au-dessus d'un Judensau.

### Banques de données
- Notices dans des dictionnaires ou encyclopédies généralistes :   - Deutsche Biographie
  - Dizionario biografico degli italiani
- Notices d'autorité :   - VIAF
  - ISNI
  - BnF (données)
  - IdRef
  - LCCN
  - GND
  - Pays-Bas
  - Pologne
  - Israël
  - NUKAT
  - Vatican
  - Tchéquie
  - WorldCat